# Granzay-Gript
Granzay-Gript est une commune du centre-ouest de la France située dans le département des Deux-Sèvres en région Nouvelle-Aquitaine.
Ses habitants sont les Granzéens-Griptois.

## Géographie
Petite commune située aux portes du Marais Poitevin.

### Climat
Pour des articles plus généraux, voir Climat de la Nouvelle-Aquitaine et Climat des Deux-Sèvres.
Historiquement, la commune est exposée à un climat océanique du nord-ouest.
En 2020, Météo-France publie une typologie des climats de la France métropolitaine dans laquelle la commune est exposée à un climat océanique et est dans la région climatique Poitou-Charentes, caractérisée par un bon ensoleillement, particulièrement en été et des vents modérés.
Pour la période 1971-2000, la température annuelle moyenne est de 12,2 °C, avec une amplitude thermique annuelle de 14,4 °C. Le cumul annuel moyen de précipitations est de 832 mm, avec 12 jours de précipitations en janvier et 6,8 jours en juillet. Pour la période 1991-2020, la température moyenne annuelle observée sur la station météorologique la plus proche, située sur la commune de Prin-Deyrançon à 11 km à vol d'oiseau, est de 12,9 °C et le cumul annuel moyen de précipitations est de 837,0 mm,. Pour l'avenir, les paramètres climatiques de la commune estimés pour 2050 selon différents scénarios d’émission de gaz à effet de serre sont consultables sur un site dédié publié par Météo-France en novembre 2022.

## Urbanisme

### Typologie
Au 1er janvier 2024, Granzay-Gript est catégorisée commune rurale à habitat dispersé, selon la nouvelle grille communale de densité à sept niveaux définie par l'Insee en 2022.
Elle est située hors unité urbaine. Par ailleurs la commune fait partie de l'aire d'attraction de Niort, dont elle est une commune de la couronne,. Cette aire, qui regroupe 91 communes, est catégorisée dans les aires de 50 000 à moins de 200 000 habitants,.

### Occupation des sols
L'occupation des sols de la commune, telle qu'elle ressort de la base de données européenne d’occupation biophysique des sols Corine Land Cover (CLC), est marquée par l'importance des territoires agricoles (94,7 % en 2018), en diminution par rapport à 1990 (95,7 %). La répartition détaillée en 2018 est la suivante : 
terres arables (81,2 %), zones agricoles hétérogènes (7,4 %), prairies (6,2 %), zones urbanisées (2,2 %), zones industrielles ou commerciales et réseaux de communication (1,9 %), forêts (1,1 %). L'évolution de l’occupation des sols de la commune et de ses infrastructures peut être observée sur les différentes représentations cartographiques du territoire : la carte de Cassini (XVIIIe siècle), la carte d'état-major (1820-1866) et les cartes ou photos aériennes de l'IGN pour la période actuelle (1950 à aujourd'hui).

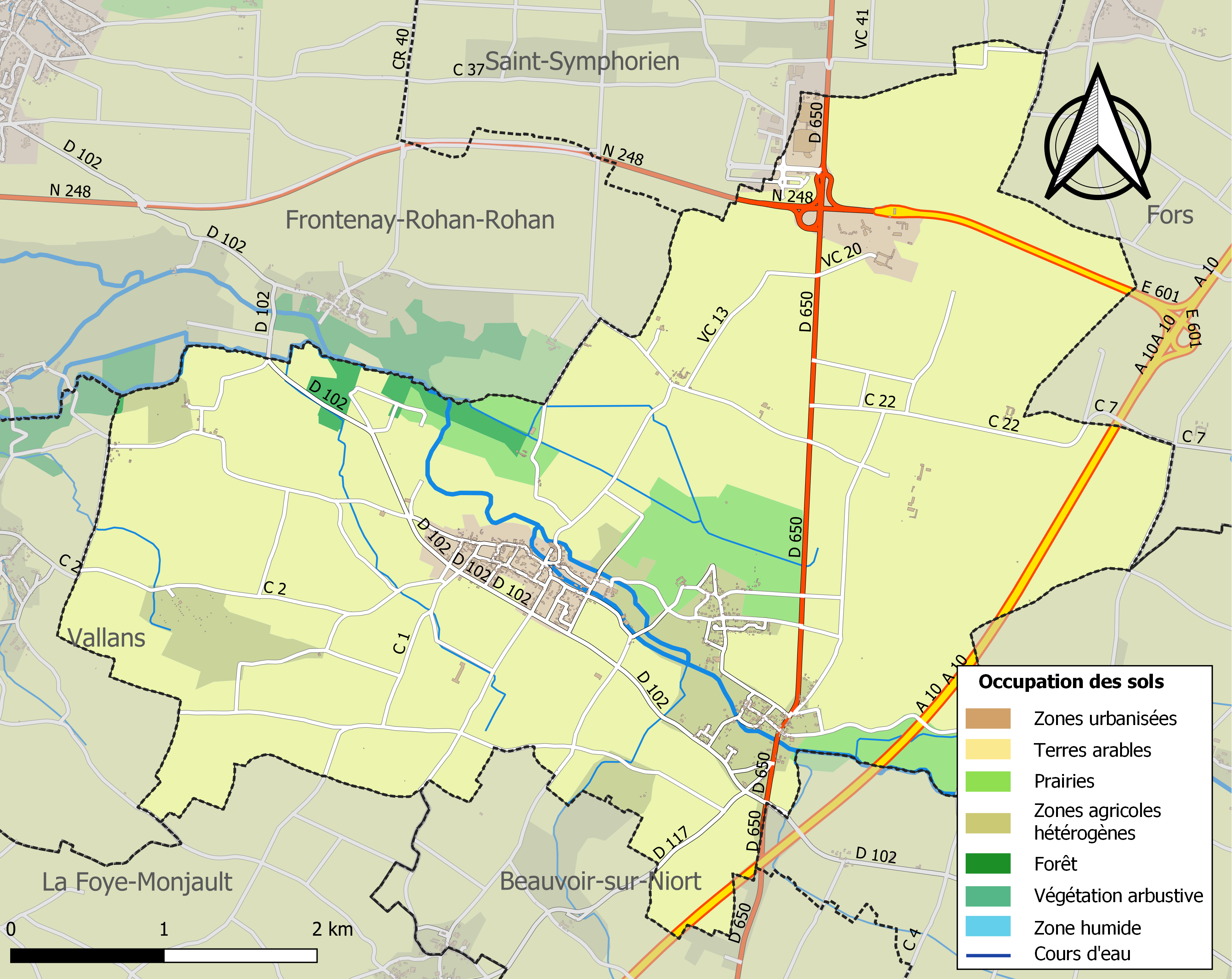
Carte des infrastructures et de l'occupation des sols de la commune en 2018 (CLC).

### Risques majeurs
Le territoire de la commune de Granzay-Gript est vulnérable à différents aléas naturels : météorologiques (tempête, orage, neige, grand froid, canicule ou sécheresse), inondations, mouvements de terrains et séisme (sismicité modérée). Il est également exposé à un risque technologique, le transport de matières dangereuses. Un site publié par le BRGM permet d'évaluer simplement et rapidement les risques d'un bien localisé soit par son adresse soit par le numéro de sa parcelle.

#### Risques naturels
Certaines parties du territoire communal sont susceptibles d’être affectées par le risque d’inondation par débordement de cours d'eau, notamment la Courance. La commune a été reconnue en état de catastrophe naturelle au titre des dommages causés par les inondations et coulées de boue survenues en 1982, 1983, 1993, 1999 et 2010,.

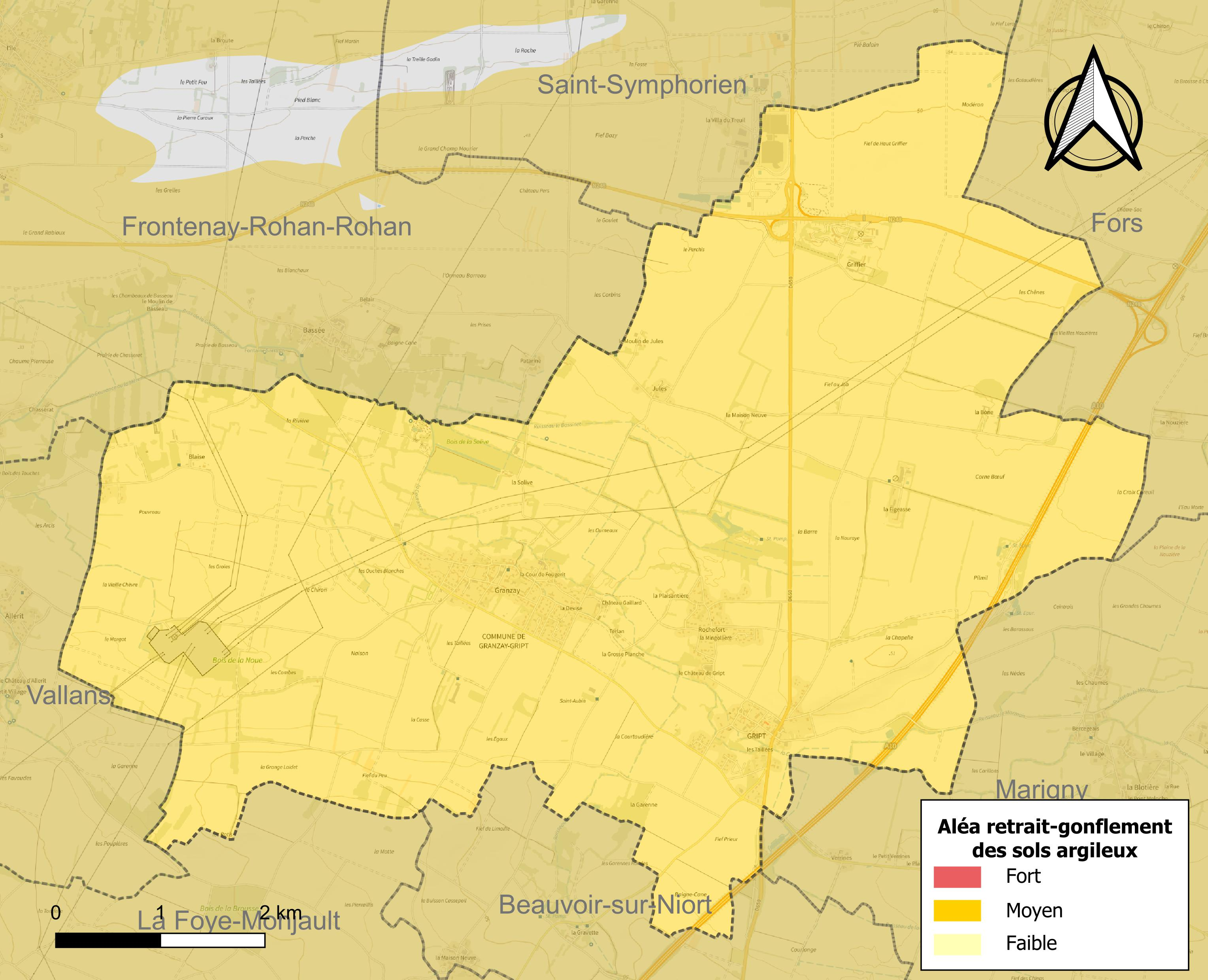
Carte des zones d'aléa retrait-gonflement des sols argileux de Granzay-Gript.

Les mouvements de terrains susceptibles de se produire sur la commune sont des tassements différentiels. Le retrait-gonflement des sols argileux est susceptible d'engendrer des dommages importants aux bâtiments en cas d’alternance de périodes de sécheresse et de pluie. La totalité de la commune est en aléa moyen ou fort (54,9 % au niveau départemental et 48,5 % au niveau national). Depuis le 1er octobre 2020, en application de la loi ELAN, différentes contraintes s'imposent aux vendeurs, maîtres d'ouvrages ou constructeurs de biens situés dans une zone classée en aléa moyen ou fort,.
La commune a été reconnue en état de catastrophe naturelle au titre des dommages causés par la sécheresse en 1996 et 2005 et par des mouvements de terrain en 1999 et 2010.

## Histoire
Granzay-Gript est né le 1er janvier 1973 (arrêté préfectoral du 26 décembre 1972) du rapprochement de la commune de Gript vers celle de Granzay dans le cadre d'une association. Granzay et Gript ont purement fusionné le 1er janvier 1994 (arrêté préfectoral du 17 décembre 1993).

## Politique et administration
| Période    | Période   | Identité          | Étiquette | Qualité |
| ---------- | --------- | ----------------- | --------- | ------- |
| avant 1988 | 1989      | Gabriel Jarriault |           |         |
| mars 1989  | mars 2001 | Mme Boulais       |           |         |
| mars 2001  | mars 2008 | M. Cornuau        |           |         |
| mars 2008  | mars 2013 | Bertrand Dufourcq |           |         |
| avril 2013 | En cours  | Florent Jarriault |           |         |

## Population et société

### Démographie
Granzay et Gript ont fusionné en 1973 sous le nom de Granzay-Gript.

#### Avant la fusion des communes de 1973
| 1793 | 1800 | 1806 | 1821 | 1831 | 1836 | 1841 | 1846 |
| ---- | ---- | ---- | ---- | ---- | ---- | ---- | ---- |
| 311  | 309  | 279  | 420  | 499  | 460  | 467  | 436  |

| 1851 | 1856 | 1861 | 1866 | 1872 | 1876 | 1881 | 1886 |
| ---- | ---- | ---- | ---- | ---- | ---- | ---- | ---- |
| 406  | 430  | 453  | 410  | 408  | 453  | 438  | 398  |

| 1891 | 1896 | 1901 | 1906 | 1911 | 1921 | 1926 | 1931 |
| ---- | ---- | ---- | ---- | ---- | ---- | ---- | ---- |
| 408  | 376  | 383  | 371  | 389  | 312  | 271  | 269  |

| 1936 | 1946 | 1954 | 1962 | 1968 | - | - | - |
| ---- | ---- | ---- | ---- | ---- | - | - | - |
| 273  | 300  | 254  | 239  | 256  | - | - | - |

| 1793 | 1800 | 1806 | 1821 | 1831 | 1836 | 1841 | 1846 |
| ---- | ---- | ---- | ---- | ---- | ---- | ---- | ---- |
| 289  | 284  | 287  | 305  | 302  | 346  | 346  | 352  |

| 1851 | 1856 | 1861 | 1866 | 1872 | 1876 | 1881 | 1886 |
| ---- | ---- | ---- | ---- | ---- | ---- | ---- | ---- |
| 355  | 348  | 361  | 336  | 313  | 284  | 294  | 260  |

| 1891 | 1896 | 1901 | 1906 | 1911 | 1921 | 1926 | 1931 |
| ---- | ---- | ---- | ---- | ---- | ---- | ---- | ---- |
| 265  | 261  | 254  | 251  | 286  | 226  | 222  | 199  |

| 1936 | 1946 | 1954 | 1962 | 1968 | - | - | - |
| ---- | ---- | ---- | ---- | ---- | - | - | - |
| 195  | 189  | 199  | 190  | 189  | - | - | - |

#### Après la fusion des communes
À partir du XXIe siècle, les recensements réels des communes de moins de 10 000 habitants ont lieu tous les cinq ans. Pour Granzay-Gript, cela correspond à 2005, 2010, 2015, etc. Les autres dates de « recensements » (2006, 2009, etc.) sont des estimations légales.
| 1975 | 1982 | 1990 | 1999 | 2005 | 2006 | 2010 | 2015 | 2020 |
| ---- | ---- | ---- | ---- | ---- | ---- | ---- | ---- | ---- |
| 430  | 644  | 825  | 806  | 824  | 840  | 902  | 903  | 902  |

| 2022 | - | - | - | - | - | - | - | - |
| ---- | - | - | - | - | - | - | - | - |
| 912  | - | - | - | - | - | - | - | - |

## Événements
Granzay'stival : festival de musique annuel organisé par l'association des Djeun's. Ce dernier se déroule habituellement fin juin. 4 groupes professionnels se produiront lors de l'édition 2018 : Les gars Dans L'coin / Erik Arma / LRDM / Les Ducs.

## Culture locle et patrimoine

### Lieux et monuments
À Granzay se situe une petite église construite à côté de l'ancienne cure aujourd'hui remplacée par la salle des fêtes. Le four communal de Granzay se situe également aux environs de la salle des fêtes.
- Église Saint-Vaise de Granzay.

### Personnalités liées à la commune
- Ségolène Royal,
- Gilles Schneider.